# Clausicella turmalis
Clausicella turmalis är en tvåvingeart som först beskrevs av Henry J. Reinhard 1946.  Clausicella turmalis ingår i släktet Clausicella och familjen parasitflugor. Inga underarter finns listade i Catalogue of Life.